# Чавчавадзе Катерина Олександрівна
Катерина Чавчавадзе Дадіані (груз. ეკატერინე ჭავჭავაძე) (1816—1882) — видатна грузинська аристократка 19-го століття, остання правляча принцеса у Західній Грузії князівства Мегрелії в південно-східній Європі. Вона відігравала важливу роль в опорі османської вплив на її князівства і був в центрі грузинського вищого суспільства, як усередині країни, так і за кордоном. Катерина народилася в дворянській сім'ї шановного зі Східної Грузії. Її батько був князь Олександр Чавчавадзе, відомий грузинський генерал і хрещеник Катерини II. Її мати була принцеса Саломе Орбеліані, правнучка Іраклія II.